# مدار آرال

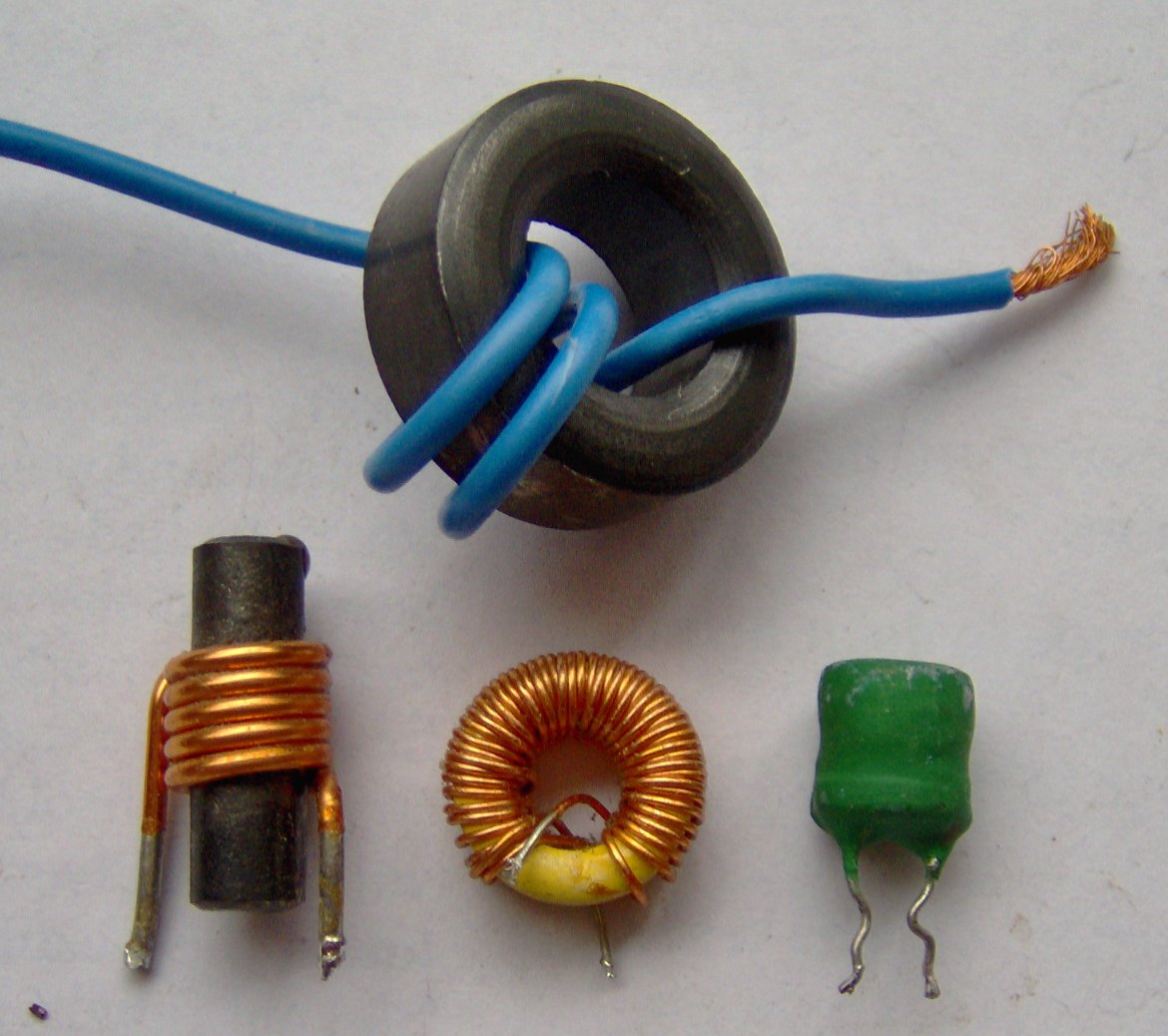
چند نمونه القاگر

مدار مقاومت-القاگر (به انگلیسی:(resistor–inductor circuit - (RL circuit) یک مدار الکتریکی است از مقاومت، القاگری و یک منبع ولتاژ یا منبع جریان. ساده‌ترین مدار از نوع آر ال تشکیل شده از یک مقاومت و یک القاءگر است.

## نحوه کار و برخی از معادله‌ها

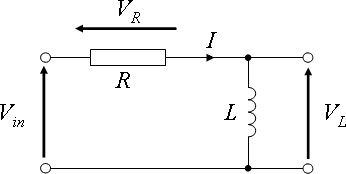
مدار آرال

هنگامی مدار راه انداخته می‌شود که طبقِ عملکرد القاگر، القاءگر با ایجاد نیروی محرکه‌ای که با منبع ولتاژ مخالفت می‌کند، باعث شود که جریان به‌آرامی افزایش یابد.
اگر مدار را به عنوان یک مقسم ولتاژ در نظر گیریم، می‌توان نوشت:
{\displaystyle V_{L}(s)={\frac {Ls}{R+Ls}}V_{in}(s)}
و ولتاژ مقاومت:
{\displaystyle V_{R}(s)={\frac {R}{R+Ls}}V_{in}(s)}
برای جریان نیز می‌توان گفت:
{\displaystyle I(s)={\frac {V_{in}(s)}{R+Ls}}}